# Eisten
Eisten is een gemeente en plaats in het Zwitserse kanton Wallis, en maakt deel uit van het district Visp.
Eisten telt 209 inwoners.